# OTODAMA RECORDS
OTODAMA RECORDS（オトダマレコーズ）は、かつて存在した日本のレコードレーベルである。サミー子会社である株式会社音遊が運営していた。
本稿では株式会社音遊についても記述する。

## 概要
2006年4月6日、元キマグレンのクレイ勇輝により株式会社音遊設立。同年より逗子海岸にて夏季限定の海の家ライブハウス・音霊 OTODAMA SEA STUDIOをオープン・運営した。その後、2014年に由比ヶ浜、2017年に三浦海岸に移転。
2015年に音遊はセガサミーグループ傘下となる。
2017年3月、音遊とVirgin Music（UNIVERSAL MUSIC）の協力により、音楽レーベル「OTODAMA RECORDS」を発足。まねきケチャ、椎名ぴかりん、KRD8、のちにアキシブprojectが参加するなど、事実上同年1月で活動休止したFORCE MUSIC所属アーティストの受け入れ先となり、一部スタッフも立ち上げに参加した。
2017年8月29日、初の主催イベント「OTODAMA RECORDS GIRLS FESTIVAL 2017」を開催。
2019年4月1日付でウェーブマスターへ吸収合併され、音遊は解散した。伊東歌詞太郎のマネジメント業務もウェーブマスターが継承した。所属アーティストのうち、煌めき☆アンフォレント・サクヤコノハナ・KRD8はrockfieldに移籍。

## 所属していたアーティスト
2018年8月時点
- まねきケチャ - 日本コロムビアに移籍

- 椎名ぴかりん

- Dorothy Little Happy

- Pimm's[8] - Palme Music（rockfield[9]）に移籍

- KRD8 - FIFTY-FIFTY Records（rockfield）に移籍

- ヲルタナティヴ[10] - 2019年12月解散

- ユイガドクソン - 2018年4月解散

- 天晴れ!原宿 - 日本コロムビアに移籍

- アキシブproject - キングレコードに移籍

- DREAMING MONSTER - キングレコードに移籍

- MAPLEZ - 2018年7月解散

- フルーティー - Palme Music（rockfield）に移籍

- 煌めき☆アンフォレント - Victoria Beats（rockfield）に移籍[11]

- Tokyo Rockets - ROCKET BEATSに移籍

- サクヤコノハナ - Victoria Beats（rockfield）に移籍[12]

- 絶対直球女子!プレイボールズ - 2020年2月解散

- SIR[13] - エイフォース・エンタテイメントレーベルに移籍

- 神使轟く、激情の如く。[14]

- Chu-Z[15] - Victoria Beats（rockfield）に移籍[16]

- 東京CuteCute[17] - 2019年5月Chu-Zに吸収合併

- 桃色革命